# Sierki (rejon lidzki)
Sierki (biał. Сяркі, Siarki; ros. Серки, Sierki) – wieś na Białorusi, w obwodzie grodzieńskim, w rejonie lidzkim, w sielsowiecie Chodorowce, przy drodze republikańskiej R141.

## Historia
W XIX i w początkach XX w. położone były w Rosji, w guberni wileńskiej, w powiecie lidzkim, w gminie Możejków Wielki.
W dwudziestoleciu międzywojennym leżały w Polsce, w województwie nowogródzkim, w powiecie szczuczyńskim (od 29 maja 1929, wcześniej w powiecie lidzkim), w gminie Żołudek. W 1921 miejscowość liczyła 62 mieszkańców, zamieszkałych w 14 budynkach, w tym 57 Białorusinów i 5 Polaków. 59 mieszkańców było wyznania prawosławnego i 3 rzymskokatolickiego.
Po II wojnie światowej w granicach Związku Sowieckiego. Od 1991 w niepodległej Białorusi.